# Onesia obscurata
Onesia obscurata är en tvåvingeart som först beskrevs av Walker 1858.  Onesia obscurata ingår i släktet Onesia och familjen spyflugor. Inga underarter finns listade i Catalogue of Life.